# ビヴァリー・アードランド
ビヴァリー・エレーヌ・アードランド（Beverly Elaine Aadland、1942年9月16日 - 2010年1月5日）はアメリカの映画女優。
アードランドは『南太平洋』(1958)などの映画に出演している。十代の時には、エロール・フリンの映画「キューバン・リベル・ガールズ」(1959)に出演している。その後、フリンの恋人となる。アードランドとフリンは、スタンリー・キューブリックの『ロリータ』で共に主演する予定だった。しかし、アードランドの年齢が法律の要件を満たしておらず、フリンに対しレイプの容疑がかけられたため、出演者はスー・リオンとジェイムズ・メイソンに交替することとなった。

## 経歴
ビヴァリー・エレイン・アードランド（ニックネームは、ウッズィ、リトル・ウッド・ニンフ、エス・シー）は、俳優のエロール・フリンがブリティッシュコロンビア州ヴァンクーヴァーにて1959年10月14日、50歳で心臓発作で死亡した際、17歳だった。1961年、ビヴァリーの母親であるフローレンスは著作『ザ・ビッグ・ラヴ』の中で、「ビヴァリーは15歳の時から俳優のエロール・フリンと性的関係を持っていた。しかしフリンは、娘のことを18歳だと思い込まされていたと考えられる節もある」と述べている。後にこの本は芝居にされ、トレイシー・ウルマンが主演している。ビヴァリーは、フリンとの関係について1988年にピープル誌で語っているが、その中で十代のうちからフリンと性的関係を結んでいたことを認めている。二人の関係は2013年に映画『ラスト・スキャンダル〜あるハリウッドスターの禁じられた情事〜』で描かれている。アードランドの役を演じたのはダコタ・ファニングだった。

## 私生活
1960年、当時のボーイ・フレンドだったウィリアム・スタンシューが彼女のアパートで撃たれて死んでいるのが見つかった。アードランドの供述は二転三転したものの、結局この件は事故として処理された。
アードランドは二度結婚し二度離婚した後、1960年代後半にロナルド・フィッシャーと結婚した。二人の間には娘が一人生まれている。
ビヴァリー・フィッシャー（旧姓アードランド）は2010年1月5日、糖尿病とうっ血性の心臓発作の合併症が原因で、ランカスター市民病院で亡くなった。

## フィルモグラフィ
- セールスマンの死 Death of a Salesman (1951)
- 南太平洋 South Pacific (1958)
- Cuban Rebel Girls (1959) （英語）
- The Red Skelton Show (1959) （英語） ※テレビシリーズ

## References
1. ↑  Los Angeles Times Obituary, Accessed 10 January 2010.
2. ↑  The dame in the kimono: hollywood, censorship, and the production code By Leonard J. Leff, Jerold Simmons
3. ↑  Obituary Los Angeles Times, 10 January 2010.
4. ↑  Smith, Jack (1985年12月30日). “A few more literary favorites among the best of the firsts and the best of the lasts”. Los Angeles Times
5. ↑  Aadland, Florence; Tedd Thomey (1986). The Big Love (reprint ed.). Grand Central Pub.. ISBN 0-446-30159-0
6. ↑  Rich, Frank (1991年3月4日). “Review/Theater; Tracey Ullman by Herself in 'The Big Love'”. New York Times 2010年12月23日閲覧。
7. ↑  Simon, John (1991年3月18日). “Two from the Heart, Two from Hunger”. New York Magazine. pp. 76–7 2009年2月15日閲覧。
8. ↑  The Last of Robin Hood Wrestles with a Star's Underage Love Village Voice August 27, 2014
9. 1 2 3  Lin II, Rong-Gong (2010年1月10日). “Beverly E. Fisher dies at 67; Errol Flynn's final girlfriend”. Los Angeles Times

## External links
- Beverly Aadland - IMDb（英語）
- Beverly Aadland - オールムービー（英語）